# Iphiaulax grabowskyi
Iphiaulax grabowskyi är en stekelart som beskrevs av Cameron 1912. Iphiaulax grabowskyi ingår i släktet Iphiaulax och familjen bracksteklar. Inga underarter finns listade i Catalogue of Life.